# Жоржоліані Олександр Максимович
Олександр Максимович Жоржоліані (груз. ალექსანდრე მაქსიმეს ძე ჟორჟოლიანი; нар. 27 січня (8 лютого) 1888, Озургеті, Російська імперія, нині Грузія — пом. 24 червня 1969, Тбілісі, Грузія) — грузинський актор театру і кіно.

## Біографія
У 1911 році закінчив історико-філологічний факультет Одеського університету. Працював у ряді театрів (Тбіліський академічний театр імені К. Марджанішвілі та інші). У 1925 році почалася його кінокар'єра.
Відомий в основному як комедійний актор.

## Фільмографія
- 1926 — Нателла — Хіті
- 1926 — Мачуха Саманішвілі (к/м)— Арісто
- 1928 — Елісо
- 1929 — Трубка комунара — лейтенант
- 1934 — Останній маскарад — секретар
- 1934 — До скорого побачення! —  староста
- 1936 — Даріко —  писар Мосе
- 1937 — Золотиста долина —  Костай
- 1937 — Втрачений рай (Арсен) —  Арісто
- 1938 — Велике зарево —  військовий лікар
- 1940 — Батьківщина —  Ясон
- 1940 — Дівчина з Хідобані —  Хахул
- 1941 — Вогні Колхіди —  Манча
- 1942 —  1943 — Георгій Саакадзе —  князь Орбеліані
- 1943 — Він ще повернеться —  листоноша
- 1945 — Норовливі сусіди
- 1947 — Колиска поета —  вчитель
- 1948 — Кето і Коте —  Бешко
- 1949 — Щаслива зустріч —  Серапіон
- 1951 — Весна в Сакені —  Антоні
- 1954 — Стрекоза —  Кирило
- 1956 — Заноза —  Сандро
- 1956 — Пісня Етері —  Коціан
- 1957 — Літні (ТБ)
- 1958 — Манана —  дідусь
- 1959 — Ворожнеча (м/ф, озвучування)
- 1960 — Дідусь Гігія
- 1961 — Наречений без диплома
- 1962 — Я, бабуся, Іліко та Іларіон —  Іліко
- 1963 — Ляльки сміються
- 1965 — П'єр - співробітник міліції
- 1965 — Я бачу сонце —  Еденіко
- 1967 — Таємнича стіна —  епізод
- 1970 — Захід сонце (к/м)

## Нагороди та звання
- Народний артист Грузинської РСР (1942)
- орден Трудового Червоного Прапора (17.04.1958)